# Picea schrenkiana
Picea schrenkiana és una espècie de conífera de la família Pinaceae nadiua de les muntanyes del Tian Shan del centre d'Àsia a l'oest de la Xina (Xinjiang), el Kazakhstan, Kirguizstan i nord del Pakistan. Creix a altituds entre els 1.300-3.600 metres, normalment en boscos amb només aquesta espècie i de vegades mesclat amb l'avet siberià (Abies sibirica var. semenovii).

## Descripció

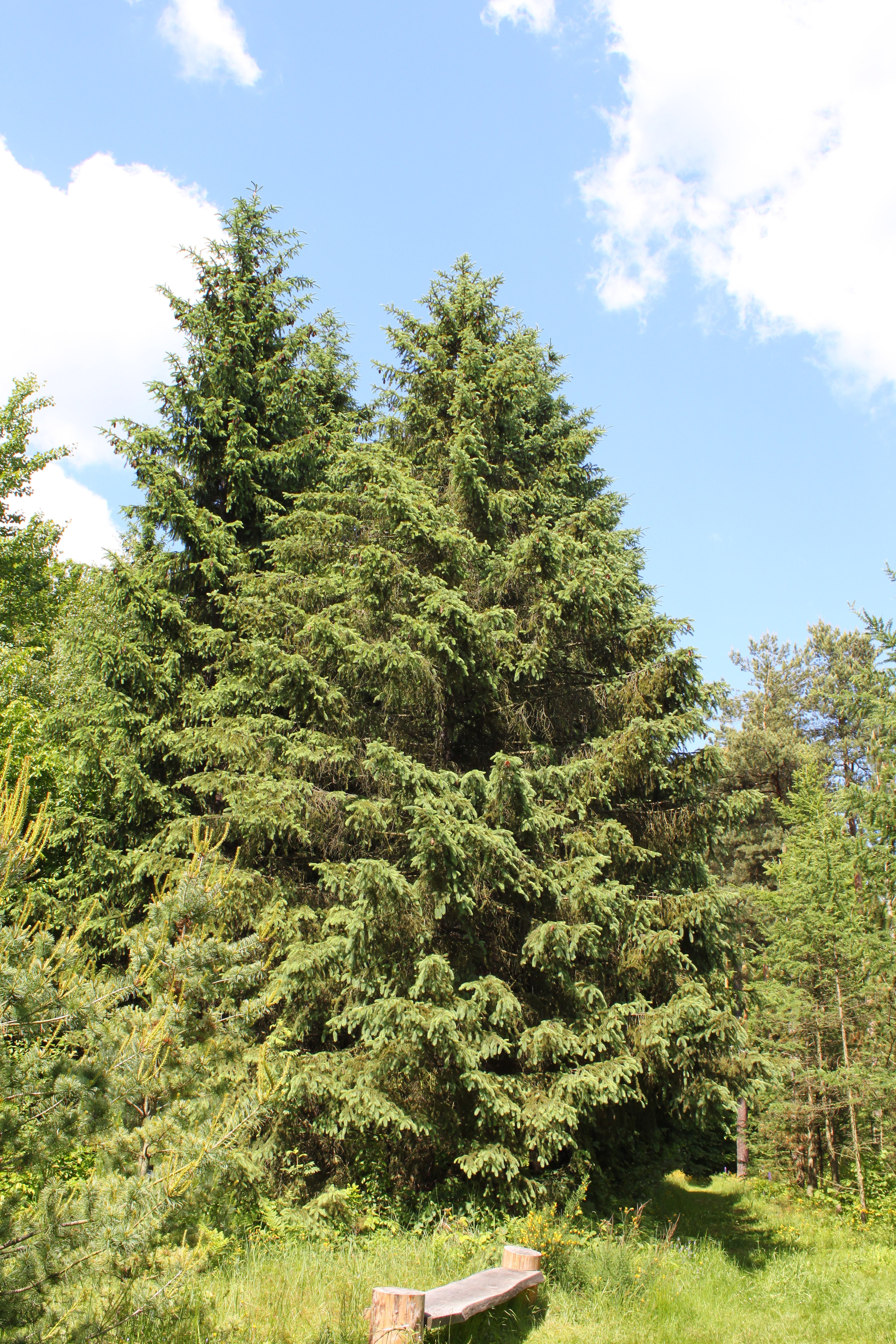
Picea schrenkiana creixent a Rogów Arboretum, Polònia

Picea schrenkiana és un gran arbre de fulla persistent arriba a fer 40-50 m d'alt. Les fulles són aciculars d'1,5 a 3,5 cm de llarg. Les seves pinyes són cònico-cilíndriques de 6-12 cm de llarg i 2 cm d'ample, de color porpra quan són joves i marró fosc en la maduresa.

### Subespècies
- Picea schrenkiana subsp. schrenkiana. Est de Tian Shan al Kazakhstan i Xinjiang. Fulles més llargues, 2-3,5 cm de llarg.
- Picea schrenkiana subsp. tianshanica (Rupr.) Bykov. Oest del Tian Shan al Kirguizstan. Fulles més curtes, 1.5-2,5 cm de llarg.

## Usos
Se'n fa servir localment per la fusta i per fer paper

### Cultiu
Picea schrenkiana és un arbre ornamental per a grans jardins i parcs públics a Europa.